# Données ouvertes en France
Cet article porte sur les données ouvertes produites ou relatives à la France. Ces données, par exemple textes législatifs, résultats électoraux, sont accessibles à tous et permettent un libre partage de l'information.

## Panorama

### Secteur public

#### Administration centrale
La mission interministérielle Etalab, créée en 2011, coordonne l'action des administrations en matière d'ouverture de données et développe le portail data.gouv.fr.

#### Collectivités locales
L'association OpenDataFrance rassemble des collectivités territoriales françaises qui s'engagent dans une démarche d'ouverture des données.
En 2010, la ville et la métropole de Rennes ont créé le premier portail de données ouvertes d'une collectivité locale en France.
La ville de Paris s'est engagée dans une démarche d'ouverture de ses données à partir de 2010. Lors du conseil municipal des 7 et 8 juin 2010, elle approuve le principe de diffusion des données publiques de la ville de Paris. Le portail opendata.paris.fr est lancé en janvier 2011.
La ville d'Issy-les-Moulineaux a engagé une démarche d'ouverture des données en février 2012.

### Secteur privé
Plusieurs sociétés françaises offrent des services autour de l'open data. Par exemple, la société OpenDataSoft propose une plate-forme clé en main pour permettre aux organisations (collectivités locales, entreprises ou autres), de créer leur portail de données ouvertes.
Certaines entreprises se sont engagées dans une démarche de publication de données en open data. La RATP a publié le plan du métro et la position géographique des stations en open data à partir de 2012.
Concernant les données relatives à l'énergie la loi sur la transition énergétique impose aux gestionnaires (maintenant privatisés en France) de réseaux de distribution d'énergie (électricité, gaz, chaleur et froid) et aux distributeurs de produits pétroliers de mettre certaines de leurs données relatives à l'énergie à disposition des personnes publiques (dès que cela est utile à l'accomplissement de l'une de leurs compétences, par exemple pour les données locale nécessaires à 'élaboration des Plans Climat-Air-Energie Territoriaux (PCAET). À partir de 2017, une partie de ces données sont librement téléchargeables via le Service observation et statistiques du Ministère de l'Environnement .

### Société civile
Plusieurs associations citoyennes défendent l'open data. C'est le cas de l'association Regards Citoyens, de Libertic, de la Fondation internet nouvelle génération ou encore du chapitre français de l'Open Knowledge Foundation.
L'association Regards Citoyens a notamment créé le portail nosdeputes.fr qui extraient des informations du site de l'Assemblée nationale et les republie sous forme de données réutilisables par tout à chacun pour suivre l'activité des députés.
L'association OpenStreetMap France assure la promotion du projet OpenStreetMap en France. Elle encourage notamment la collecte, la diffusion et l'utilisation de données géographiques sous des licences libres. L'association diffuse notamment plusieurs jeux de données sur le portail data.gouv.fr comme une base nationale des adresses ouvertes, les contours des communes, des EPCI, des régions et participe avec Etalab, La Poste et l'IGN au projet de Base Adresse Nationale,.
Le chapitre français de l'Open Knowledge Foundation contribue à diffuser une culture de la donnée, notamment à travers le projet « École des données », version francophone du projet anglo-saxon « School of data ».
Le projet Open Food Facts qui vise à créer une base de données collaboratives des ingrédients des produits alimentaire a été créé en France en 2012.

## Histoire
L'ouverture des données juridiques en France est instaurée en 2002, huit ans avant que le gouvernement britannique n'ouvre son site « Acts and statutory » en 2010.
Des mouvements citoyens comme Wikimédia France, OpenStreetMap France, LiberTIC ou Regards Citoyens évangélisent sur le thème pendant plusieurs années avant que les pouvoirs publics n'agissent.
Les collectivités pionnières en France sont des villes : Rennes puis Paris grâce à la délibération prise par le conseil municipal en date du 8 juin 2010 relative à la diffusion des données publiques et l’adoption d’une résolution puis du portail « Paris Data » (27 janvier 2011) diffusant des données, dont cartographiques (plan parcellaire, éléments de signalétique, notices d'ouvrages en prêt dans les bibliothèques…), qui a rapidement permis de créer par exemple une carte sur l'histoire des noms des rues de Paris, une carte électorale interactive ou une carte des 70 espèces d’arbres présentes à Paris, utile pour les allergiques.
La mission interministérielle Etalab, désormais service du Premier ministre, est chargée de créer et alimenter le portail de données publiques ouvertes data.gouv.fr,, en ligne depuis le 5 décembre 2011.
En 2016, la loi pour une République numérique introduit un droit à l'open data.

## Cadre législatif

### Un fondement ancien à la libération des données publiques
Le droit d'accès aux informations publiques est inscrit dans la Déclaration des droits de l’homme et du citoyen de 1789, sous l'article XV qui mentionne que la société a le droit de demander compte à tout agent public de son administration. La loi no 78-753 du 17 juillet 1978 sur le droit d'accès à l'information publique en France n'impose ni de publier des données numériques, ni de publier de manière proactive des informations.

### Loi sur la liberté d'accès aux documents administratifs (1978)
La loi sur la liberté d'accès aux documents administratifs (dite loi CADA) précise « […] quels que soient leur date, leur lieu de conservation, leur forme et leur support, les documents produits ou reçus, dans le cadre de leur mission de service public, par l'État, les collectivités territoriales ainsi que par les autres personnes de droit public ou les personnes de droit privé chargées d'une telle mission. Constituent de tels documents notamment les dossiers, rapports, études, comptes rendus, procès-verbaux, statistiques, directives, instructions, circulaires, notes et réponses ministérielles, correspondances, avis, prévisions et décisions »,.

### Directive européenne de 2003
En 2003, une directive européenne précise les conditions de réutilisation des informations du secteur public en Europe. Elle est transposée dans le droit français en 2005, afin de faciliter la réutilisation de données ou documents existants, détenus par des organismes du secteur public.

### Décret de 2011
En 2011, un décret (décret no 2011-577 du 26 mai 2011 pose le principe de la gratuité du droit à réutilisation des documents et données publiques.

### Données énergétiques
Pour décliner à leur échelle la transition énergétique de nombreux agents dont les collectivités territoriales et les citoyens ont besoin de données suffisamment précises et à jour sur la production d'énergie et sur les consommations effectives d'énergie par immeubles, quartiers, villes, etc. tout en veillant à la protection des données qui concernent la vie privée.

La loi sur la transition énergétique prévoit à partir de 2016  de progressivement rendre ces données disponibles en ligne pour une libre réutilisation par toute personne intéressée (open data). Les gestionnaires de réseaux (électricité, gaz, réseau de chaleur et de froid) et les fournisseurs de produits pétroliers doivent fournir certaines données au service statistique du ministère de l'énergie, avant chaque 30 juin, les données de l'année N-1 seront transmises, et presque toutes mises en ligne par le ministère dans les deux mois (avant le 1er septembre). Certaines données très précises sont disponibles pour des collectivités au titre de leur compétence en matière de transition énergétique (mais uniquement sur demande).
Le dispositif est encadré par trois décrets publiés en 2016, portant respectivement sur la confidentialité de certaines informations ,,.

### Loi pour une République numérique du 7 octobre 2016
Depuis la loi pour une République numérique du 7 octobre 2016, les données publiques sont ouvertes par défaut à condition que cela ne contrevienne pas au droit au respect de la vie privée.
« Le régime 
juridique applicable à la science ouverte 
est désormais gouverné par le principe 
général selon lequel les données de la 
recherche doivent être aussi ouvertes 
que possible et pas plus fermées que 
nécessaire. Lorsqu’elles correspondent 
à des données publiques, les données 
de recherche sont par ailleurs soumises 
à un principe d’ouverture par défaut 
(Open Data), introduit par la loi pour une République numérique et inscrit désormais dans le code des relations entre le public et l’administration (CRPA). »

## Licences
En droit français, les données publiques sont considérées comme susceptibles de contenir des informations sensibles, soit, car elles permettent d'identifier une personne, soit car elles sont soumises au droit d'auteur, secret d'État ou pour des considérations de défense nationale. Dans ce contexte, les données ne peuvent pas être librement diffusées sans autorisation préalable ou doivent faire l'objet d'une anonymisation.
Une fois les droits de diffusion garantis, des licences vont s'appliquer. Différents organismes ont élaboré des licences libres applicables à tout type de contenu, public ou créations de l'esprit. Il s'agit de simples modèles de licence d'exploitation qui n'imposent pas de s'y conformer. Des contrats inédits peuvent être élaborés, à la condition de respecter le droit interne, tant au regard des dispositions des lois du 17 juillet 1978 ou encore du 6 janvier 1978 qu'au regard des règles d'ordre public applicables au contrat.
En France, jusqu'à cinq licences différentes de réutilisation ont été apposées sur les données ouvertes. En 2013, l'harmonisation des pratiques a conduit à l'usage de deux licences types utilisées dans des proportions équivalentes : la Licence Ouverte et l'Open Database Licence.

### Licence information publique librement réutilisable
Le ministère de la Justice avait pris l'initiative de concevoir une licence adaptée aux données publiques, la Licence information publique librement réutilisable communément appelée la LIP. Elle ne fait cependant pas partie des licences de référence en matière de données ouvertes.
Elle donne la possibilité de réutiliser les données du Répertoire du ministèregratuitement, même à des fins commerciales sous réserve de mentionner les sources, la date de mise à jour, de ne pas altérer les données et de ne pas en dénaturer le sens.
Il est également prévu que l'utilisateur ne puisse autoriser une nouvelle réutilisation sous une licence qu'à la condition d'avoir ajouté de la valeur à la donnée d'origine.

Logo de la Licence Ouverte

### Licence Ouverte
Cette licence créée par ETALAB est destinée à être utilisée notamment sur data.gouv.fr.

### Open Database License
La licence ODbL a été traduite en français par la ville de Paris afin de l'adapter à un usage national.
Différents projets utilisent cette licence, depuis OpenStreetMap aux collectivités locales (Paris, Nantes, Toulouse…).

## Classements internationaux

### Open Data Index
L’Open Knowledge Foundation a créé en 2013 l'Open Data Index qui permet de comparer les pays en matière d'ouverture de données. La France a été classée 16e en 2013, 3e en 2014,, 10e en 2015 et 4e en 2016.

### Open Data Barometer
L'Open Data Barometer est un projet de la Web Foundation. À ce classement, la France a été 10e en 2013, 4e en 2014, 2e en 2015 et 3e en 2016.

## Polémiques
L'ouverture des données publiques permet l'exécution d'un contrôle citoyen. De nombreux exemples d'utilisation de l'argent public montrent des conflits d'intérêts ou des utilisations contestables. C'est le cas par exemple de la réserve parlementaire que certains députés utilisent en totalité dans la commune pour laquelle ils sont également maire.